# Светлый понедельник
Светлый понедельник (также Пасхальный понедельник) — название праздничного дня Светлой седмицы.
В Библии повествуется, что, воскреснув, Христос неузнанным явился двум своим опечаленным ученикам, разделил с ними путь в селение Эммаус, неподалёку от Иерусалима, и ужин.
…Взяв хлеб, благословил, преломил и подал им. Тогда открылись у них глаза, и они узнали Его. Но Он стал невидим для них. И они сказали друг другу: не горело ли в нас сердце наше, когда Он говорил нам на дороге и когда изъяснял нам Писание?

И, встав в тот же час, возвратились в Иерусалим и нашли вместе одиннадцать Апостолов и бывших с ними, которые говорили, что Господь истинно воскрес и явился Симону. И они рассказывали о происшедшем на пути, и как Он был узнан ими в преломлении хлеба. Когда они говорили о сем, Сам Иисус стал посреди них и сказал им: мир вам.
Согласно Священному Писанию, в первый день после воскресения Иисус явился своим ученикам и в течение 40 дней рассказывал им о Царстве Небесном, после чего вознёсся на небо.
Праздник является официальным выходным в Австралии, Австрии, Албании, Болгарии, Великобритании, Германии, Греции, Грузии, Канаде, Кипре, Латвии, Новой Зеландии, Испании, Италии, Польше, Португалии, Сербии, Словакии, Словении, Хорватии, Финляндии, Черногории, Чехии, Швейцарии, Швеции, Украине, Франции, в Крыму и Севастополе.